# Amelio D'Arcangelo
Amelio Milo D'Arcangelo fue un marino e ingeniero naval argentino reconocido a nivel mundial por el desarrollo de técnicas innovadoras para la construcción y reparación de buques, fundador y docente de la carrera de Ingeniería Naval en varios países del mundo.
Nació en Tres Arroyos, Pcia. de Buenos Aires, Argentina. Sus padres fueron inmigrantes italianos nacidos en Abruzzo, Italia, y radicados en Tres Arroyos. D'Arcangelo cursó las escuelas primaria y secundaria en Tres Arroyos. Al terminar la escuela primaria obtuvo el primer premio de un concurso literario de la Pcia. de Buenos Aires, propiciado por el diario "Hispano" de Bahía Blanca.origen humilde, al punto que trabajaba de lavacopas durante el día y estudiaba por las noches a la luz de la vela pues en su casa no podían pagar la energía eléctrica, Amelio D'Arcangelo es quizás el hijo pródigo de Tres Arroyos. Nacido en esta ciudad el 13 de febrero de 1914, fue el primer argentino en obtener el título de ingeniero naval. 
Ingresó a la Escuela Naval Militar como alumno becado, como miembro de la Promoción número 63, y se graduó como Alférez de Fragata en el Cuerpo de Ingenieros Maquinistas siendo el primero en su promoción con una mención de honor, habiendo completado previamente el Curso de Instrucción en el penúltimo viaje de la fragata ARA Sarmiento. Al graduarse le otorgaron la medalla Almirante Brown y la medalla del Premio Mitre.
Su primer destino fue a bordo del acorazado ARA Moreno, pero por no haber podido integrarse a dicho buque por razones de salud, fue destinado como jefe de máquinas del remolcador ARA Ona.
Fue seleccionado por la Armada Argentina para estudiar construcción naval en MIT ("Massachusetts Institute of Technology") en un curso de posgrado de tres años de duración especialmente creado para recibir graduados de la Academia Naval de los Estados Unidos que sobresalían en sus estudios. Este programa está especialmente concebido para que sus graduados sean expertos en el proyecto y construcción de buques de guerra.
A los 18 años de edad ingresó como cadete becado de la Escuela Naval Militar de Río Santiago y, cinco años después, en 1937, egresó con el grado de Alférez de Fragata en el Cuerpo de Ingenieros Maquinistas, siendo el primero de su promoción por lo que le otorgaron la medalla Almirante Brown y el premio Alte Mitre. Su primer destino fue en el acorazado Moreno dónde en una cena de fin de año conocería a Pistarini.
Se graduó con el título honorífico del Decano de la Facultad de Ingeniería de MIT. Poco después, regresó a su país, ingresando al Cuerpo de Ingenieros Navales y siendo destinado a los Talleres Navales de la Base Naval de Puerto Belgrano. Luego de desempeñar varias tareas en los Talleres Generales fue nombrado Jefe de la Sección Casco. 
Como jefe de esta sección tuvo a su cargo entre otras, dos importantes y señeras reparaciones durante la Segunda Guerra Mundial. Una de ellas fue la reparación del buque tanque británico SS Longwood, torpedeado en el Golfo de Bengala. Esta fue una de las primeras aplicaciones de la soldadura eléctrica en la reparación de un buque de relativo gran porte de construcción remachada, con su casco seriamente averiado. La otra fue la reparación del arbotante y de la hélice de estribor del crucero ARA Almirante Brown. La reparación del arbotante, construido en acero fundido, requirió sofisticados tratamientos térmicos. La reparación de la hélice consistió en el reemplazo de una pala por un sistema de fusión concebido por el Ingeniero D'Arcangelo que no tuvo precursores, ni ha tenido repeticiones. Todo el procedimiento se cumplió parangonando con las especificaciones de la famosa Cía. Stone de Gran Bretaña, la fábrica de grandes hélices, donde la hélice del crucero ARA Almirante Brown había sido construida. Finalizada la reparación de la hélice el buque efectuó exitosamente pruebas de potencia y velocidad.
Al final de la Segunda Guerra Mundial fue enviado a la Dirección General del Material como jefe de la sección Proyecto de Buques. En este destino tuvo a su cargo entre otros el proyecto del patrullero ARA Azopardo y el anteproyecto de la fragata ARA Libertad.
El casco de la fragata ARA Libertad es la obra maestra del Capitán D’Arcángelo. La pureza de sus líneas de agua son reconocidas mundialmente como el resultado de un diseño de excelencia. La construcción del casco con uniones soldadas son consideradas como un anticipo fundamental para los cánones de construcción naval de su tiempo. Los resultados no podían haber sido mejores. Su historial de récords, premios y distinciones así lo acreditan.
También supervisó la construcción de las patrulleras ARA King y ARA Murature, que son los buques más antiguos en servicio en la Armada.
Durante su pase a la Dirección General del Material fue nombrado Profesor de Ingeniería Naval en la Universidad de Buenos Aires. Como parte de dicho cargo, siendo ayudante del Contraalmirante Ingeniero Naval Don Edmundo Manera, procedió a la reestructuración de la carrera de Ingeniería Naval. También participó en el proyecto y construcción del astillero de Río Santiago, siendo responsable del proyecto del taller de fundición
En el año 1951 fue enviado a los EE. UU. de NA, astillero naval de Filadelfia, como jefe del servicio de ingeniería naval para la adquisición de los cruceros ARA Belgrano (hundido por la armada inglesa durante el conflicto por las Islas Malvinas en el año 1982) y ARA 9 de Julio.
En 1953 El primer remache de su quilla fue puesto el 11 de diciembre de 1953. La nave inició su vida como barco de instrucción recorriendo los mares del mundo; fue diseñado y construido en 1953 en el ARS, como parte del proceso de modernización militar del gobierno de Juan D. Perón y botado tres años después. Entre 1954 y 1955 se produjeron variaciones en el proyecto original y la configuración de la nave. Botado su casco el 30 de mayo de ese año con la presencia del Presidente Juan Domingo Perón.

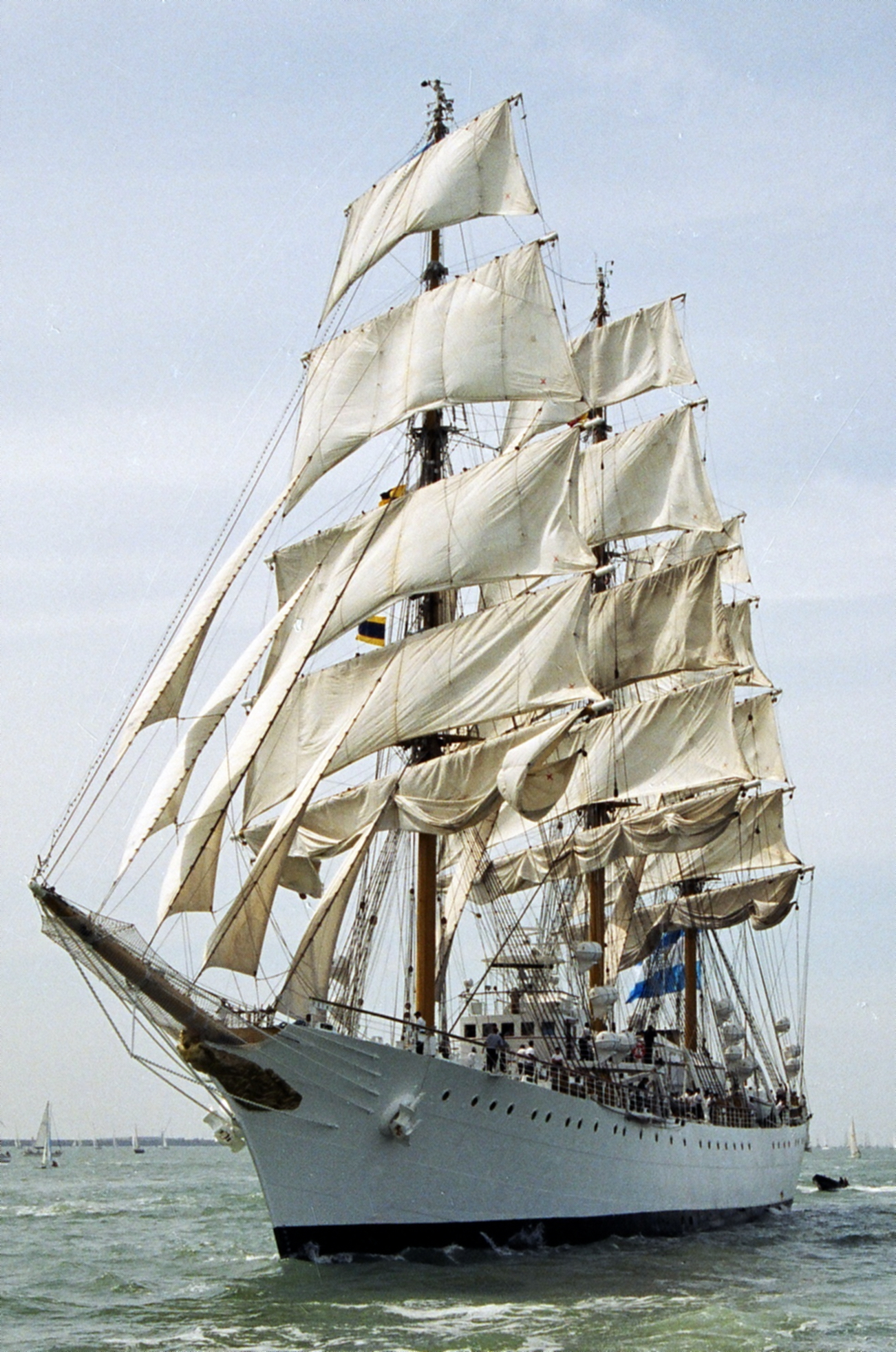
Fragata diseñada por D Arcangelo

Tras el golpe de Estado de 1955 fue despojado de su catedra y cargo como profesor de Ingenieria Naval en la UBA debido a la intervención militar de la universidad, impedido de dar clases y suspendido todos los proyectos Navales fue pasado a situación de retiro efectivo con el grado de capitán de fragata. Tras ello se exilia a los EE. UU. de NA, por razones de familia y se radicó en Boston, Massachusetts. Al poco tiempo de su arribo fue contratado como profesor de ingeniería naval por MIT ("Massachusetts Institute of Technology").La enemistad personal de Isaac Rojas contra el Ing D'Arcangelo se debía a que este en 1933 había formado parte del comité disciplinario que recomendó por unanimidad la expulsión de Rojas de la Marina cuando esté al mando del ARA Sarmiento embistió en una mala maniobra a un buque pesquero cerca de la Base de Mar del Plata causando cinco muertes tres de los tripulantes del buque pesquero y de dos marinos en proa que cayeron al mar, ante la inacción de Rojas quien desistió de tareas de salvamento violando los reglamentos y el código de conducta militar. Rojas lograría salvarse de la baja deshonrosa dictada por el tribunal gracias a los contactos familiares con Félix Uriburu 

En 1964 fue comisionado por la Marina de Guerra de los EE. UU. de NA para crear la carrera de ingeniería naval en VPI ("Virginia Polytechnic Institute"), como profesor de ingeniería naval. En esta institución además organizó cursos de verano para capacitar graduados en otras ramas de ingeniería para equipararse como ingenieros navales civiles para ser empleados por la Marina de Guerra de los EE. UU. de NA.
Durante su permanencia en VPI fue comisionado por la Academia de Ciencia de los EE. UU., para escribir su tratado Guía para Estructura de Buques

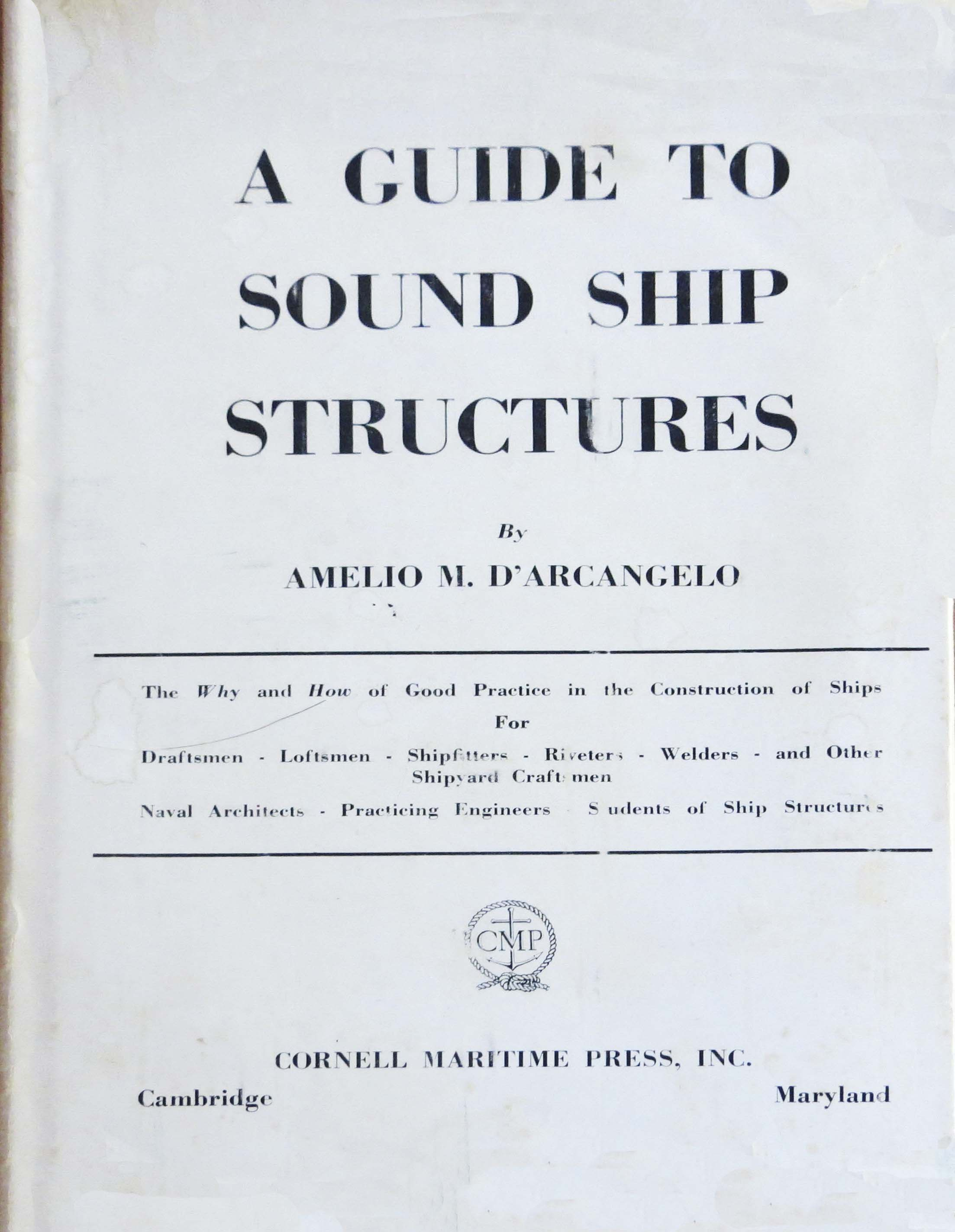
Book Cover "A guide to Sound Ship Structures"

originalmente en inglés y luego traducido al castellano por expreso encargo del American Bureau of Shipping, y llevado a cabo por los ingenieros navales argentinos miembros de dicha institución, Ing. Héctor Jorge Macchi e Ing. Pascual Antonio Urtuendo, (además de traducciones piratas en varios idiomas). 
Esta publicación tuvo por objetivo la divulgación y la aplicación de las enseñanzas provistas por un vigoroso y exhaustivo programa de investigación en los EE. UU. de NA para encontrar soluciones al problema de averías estructurales catastróficas en buques mercantes a consecuencia del reemplazo del remachado por la soldadura eléctrica, aproximadamente desde el principio hasta el final de la Segunda Guerra Mundial. Esta Guía se convirtió desde su publicación en una especie de biblia para el constructor naval.
En 1964 el capitán D'Arcangelo aceptó una invitación de la Universidad de Míchigan y pasó a integrar la facultad del Departamento de Ingeniería Naval hasta su jubilación en el año 1984. Además de su actividad como profesor de ingeniería naval pasó a desempeñar otros importantes cargos, como Jefe de Estudios de la Facultad de Ingeniería y Jefe Asociado de la carrera de ingeniería naval.
Durante su actuación en la Universidad de Míchigan el Capitán D'Arcangelo fue un frecuente consultor en la construcción de graneleros para los Grandes Lagos construidos en astilleros de los EE. UU. de NA y Canadá. En dicho período, estos buques fueron aumentando de porte hasta llegar al límite de los 305 m (1000 pies) de eslora.
Al jubilarse de la Universidad de Míchigan, el Ministerio de Comercio y Transporte de los EE. UU. de NA, contrató al Capitán D'Arcangelo por un período de dos años, para reforzar la disciplina de ingeniería naval en la Academia Nacional Marítima ("US Merchant Marine Academy") de Kings Point, Nueva York, nombrándolo además profesor de ingeniería naval. Este contrato se fue renovando cada dos años por un período de ocho años. Al final de estos ocho años el Capitán D'Arcangelo consideró que su tenencia académica, incluyendo los años de profesor en la Universidad de Buenos Aires, había ya rebasado los cuarenta y seis años y que por lo tanto era hora de cesar una actividad absorbente, aunque todavía podía, a marcha reducida, seguir interesado en esa profesión que tanto le había atraído.
El Capitán D'Arcangelo ocupó importantes cargos profesionales en los EE. UU. de NA, entre otros el de jefe de varios grupos de trabajo de la SNAME ("The Society of Naval Architects and Naval Engineers", de Nueva York), e inspector del grupo ABET ("American Board for Engineering and Technology") que certifica los programas universitarios de ingeniería naval.
Además de su participación en la reestructuración de la carrera de ingeniería naval en la Universidad de Buenos Aires, el Capitán D'Arcangelo fue el creador de la carrera de ingeniería naval en VPI y en la Universidad Veracruzana de Méjico y consultor para esa carrera en la Universidad de Nueva Orleans.
El Capitán D'Arcangelo es socio vitalicio del Centro Naval, miembro vitalicio de la Sociedad de Ingenieros Navales y Mecánicos de los EE. UU. de NA (SNAME), miembro de la Academia de Ingenieros de Méjico, fundador y miembro del  Instituto Panamericano de Ingeniería Naval, sirviendo como representante por los Estados Unidos y director general de la institución. Es miembro de la Academia del Mar de Argentina. Es miembro de la Real Institución de Arquitectos Navales.

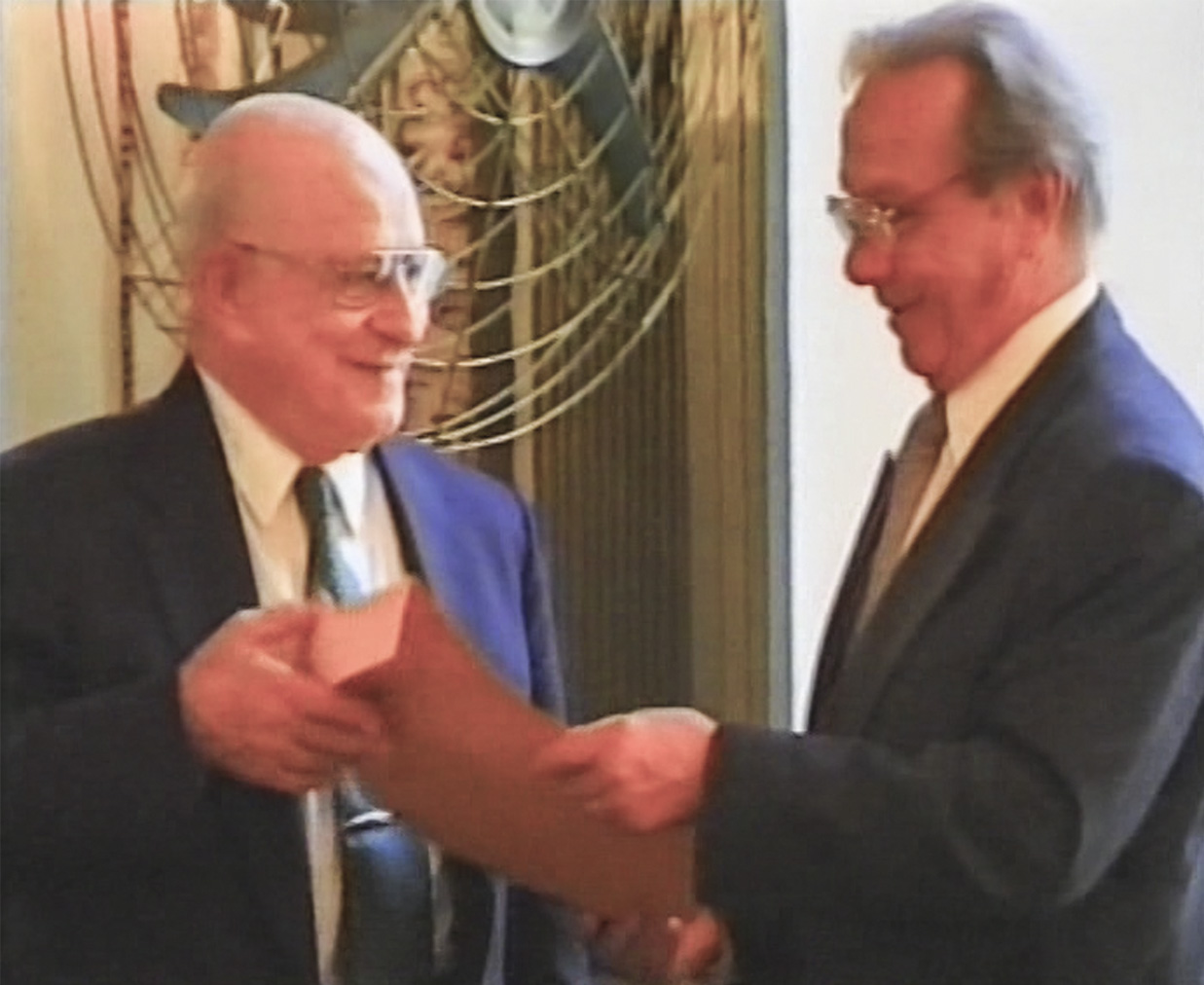
Captain Amelio D'Arcangelo being appointed member of the Argentine Naval Academy

Como se indica anteriormente el Capitán D'Arcangelo recibió al graduarse de la Escuela Naval Militar, las medallas de oro del premio almirante Brown y la del premio Mitre.
En 1991 recibió, con su correspondiente medalla, el premio William H. Webb por su excelencia en la educación de ingenieros navales en los EE. UU. de NA por la Sociedad de Ingeniería Naval y Mecánica (SNAME), Nueva York, NY.

Captain Engineer Amelio D'Arcangelo

El 8 de agosto de 2020 se presentó ante el concejo deliberante de la ciudad de Tres Arroyos un proyecto de ordenanza por el cual se propone nombrar al Profesor Amelio D'Arcangelo como "Ciudadano ilustre post-mórtem" de dicha ciudad.
El 3 de marzo de 2021 el concejo deliberante de la ciudad de Tres Arroyos dio despacho a la iniciativa de instaurarle el nombre del ingeniero naval Amelio D´Arcangelo a la plaza del Barrio Médano Verde de Claromecó.